# Shirley Grey
Shirley Grey, née le 11 avril 1902 à Naugatuck (Connecticut) et morte le 12 août 1981 à Jacksonville Beach (Floride), est une actrice américaine d'origine suédoise.

## Filmographie
- 1930 : Who's Got the Body? de Mark Sandrich
- 1930 : The Golf Specialist de Monte Brice : la femme du détective
- 1931 : Air Eagles de Phil Whitman : Eve
- 1931 : The Public Defender de J. Walter Ruben : Barbara Gerry
- 1931 : One Man Law de Lambert Hillyer : Grace Duncan
- 1932 : Virtue de Edward Buzzell : Gert Hanlon
- 1932 : Cornered de B. Reeves Eason : Jane Herrick
- 1932 : Hurricane Express de Armand Schaefer : Gloria Martin / Gloria Stratton
- 1932 : Back Street de John M. Stahl : Francine
- 1932 : The Riding Tornado de D. Ross Lederman : Patsy Olcott
- 1932 : Uptown New York de Victor Schertzinger : Patricia Smith
- 1932 : Drifting de Louis King : Greta Janson
- 1932 : Secret Service de J. Walter Ruben : Edith Varney
- 1932 : Texas Cyclone de D. Ross Lederman : Helen Rawlings
- 1933 : From Hell to Heaven de Erle C. Kenton : Winnie Lloyd
- 1933 : Private Jones de Russell Mack : Helen Jones
- 1933 : Hold the Press de Phil Rosen : Edith White
- 1933 : Don't Bet on Love de Murray Roth : Goldie Williams
- 1933 : The Girl in 419 de Alexander Hall : Irene Blaine
- 1933 : Out All Night de Sam Taylor : Kate
- 1933 : The Life of Jimmy Dolan de Archie Mayo : Goldie West
- 1933 : The Little Giant de Roy Del Ruth : Edith Merriam
- 1933 : Treason de George B. Seitz : Joan Randall
- 1933 : Terror Aboard de Paul Sloane : Lili Kingston
- 1934 : Girl in Danger de D. Ross Lederman : Gloria Gale
- 1934 : Murder on the Campus de Richard Thorpe : Lillian Voyne
- 1934 : Transatlantic Merry-Go-Round de Ben Stoloff : Anya Rosson
- 1934 : Wednesday's Child de John S. Robertson : Louise
- 1934 : I Like It That Way de Harry Lachman : Peggy
- 1934 : Bombay Mail de Edwin L. Marin : Beatrice Jones, alias Sonia Smeganoff
- 1934 : The Crime of Helen Stanley de D. Ross Lederman : Betty Lane
- 1934 : Beyond the Law de D. Ross Lederman : Helen Glenn
- 1934 : Green Eyes de Richard Thorpe : Jean Kester
- 1934 : Twin Husbands de Frank Strayer : Chloe Werrenden
- 1934 : The Defense Rests de Lambert Hillyer : Mabel Wilson
- 1934 : One Is Guilty de Lambert Hillyer : Sally Grey
- 1934 : Sisters Under the Skin de David Burton : Gilda Gordon
- 1934 : His Greatest Gamble de John S. Robertson : Bernice
- 1935 : The People's Enemy de Crane Wilbur : Ann Griffin
- 1935 : Public Opinion de Frank Strayer : Joan Nash
- 1935 : The Public Menace de Erle C. Kenton : Mimi LaVerne
- 1935 : Circumstantial Evidence de Charles Lamont : Adrienne Grey
- 1935 : The Mystery of the Marie Celeste de Denison Clift : Sarah Briggs
- 1935 : The Girl Who Came Back (en) de Charles Lamont : Gilda Gillespie, alias Mary Brown